# Marx György Fizikai Szemle nívódíj
Marx György Fizikai Szemle nívódíjat adományozhat az Eötvös Loránd Fizikai Társulat annak, aki a Fizikai Szemlében megjelent cikkével jelentősen hozzájárult a fizikai ismeretterjesztéshez.

## A díjazottak
- 1968 Neugebauer Tibor
- 1969 Kuti Gyula
- 1970 Holics László
- 1971 Somogyi György, Medveczky László, Nagy Mihály
- 1972 Kovács László
- 1973 Györgyi Géza
- 1974 Geszti Tamás
- 1975 Szalay Sándor
- 1976 Bata Lajos
- 1977 Csikai Gyula
- 1978 Zimányi József, Csernai László
- 1979 Marx György
- 1980 Kiss Dezső
- 1981 Tarnóczy Tamás
- 1982 Hraskó Péter
- 1983 Kovács Mihály
- 1984 Csongor Éva, Hertelendi Ede
- 1985 -
- 1986 Belezney Ferenc, Horváth Gábor
- 1987 Bor Zsolt, Hebling János, Klebnitzki József, Kovács Gábor, Rácz Béla, Simon Péter, Szabó Gábor, Szatmári Sándor
- 1988 Horváth Gábor
- 1989 -
- 1990 Kürti Miklós
- 1991 Papp Györgyné
- 1992 Tóth Eszter
- 1993 Vicsek Tamás, Vicsek Mária
- 1994 Szatmári Zoltán
- 1995 Radnóti Katalin
- 1996 Németh Judit
- 1997 Tar Domokos
- 1998 Klein György, Károlyházy Frigyes
- 1999 Geszti Tamás, Vesztergombi György, Bergou János
- 2000 Vicsek Tamás és szerzőtársai
- 2001 Papp Katalin
- 2002 Szegő Károly, Krausz Ferenc
- 2003 Biró László Péter
- 2004 Nagy Anett, Papp Katalin, Molnár Miklós
- 2005 Horváth Árpád
- 2006 Tél Tamás
- 2007 -
- 2008 -
- 2009 -
- 2010 -
- 2011 -
- 2012 Bokor Nándor és Laczik Bálint szerzőpáros, Radnai Gyula
- 2013 Härtlein Károly, Horváth Dezső
- 2014 Varga Péter
- 2015 Gnädig Péter
- 2016 Illy József
- 2017 Radnai Gyula
- 2018 Gróf Andrea, Oláh László, Balogh Szabolcs József, Hamar Gergő, Varga Dezső, Gera Ádám László, Nyitrai                    Gábor, Pázmándi Zsolt Péter, Surányi Gergely
- 2019 Szabó László Attila; Horváth Dezső és Trócsányi Zoltán
- 2020 Bokor Nándor; Patkós András
- 2021 Veszprémi Viktor, Ujfaludi László
- 2022 Kondor Imre, Szeidemann Ákos, Gróf Andrea, Tél Tamás
- 2023 Cserti József, Dávid Gyula, Raffai Péter, Molnár András
- 2024 Pásztor Gabriella (tanulmány); Simon Ferenc és Kucsera Robin (tanítás)